# Chonburi FC
Der Chonburi Football Club (Thai:สโมสรฟุตบอลชลบุรี) ist ein professioneller thailändischer Fußballverein aus Chonburi, der in der Thai League, der höchsten thailändischen Spielklasse, spielt.

## Vereinsgeschichte

### Gründung und erste Erfolge
Offiziell wurde der Verein zwar 2002 gegründet, bestand allerdings bereits vorher unter dem Namen Chonburi-Sannibat-Samutprakan FC, nachdem man eine Zusammenarbeit mit dem Sannibat-Samutprakan FC eingegangen war. Im Jahr 2002 trennte man sich dann von Sannibat-Samutprakan. 2002 trat der Verein als Chonburi Code Red FC, der Thailand Provincial League bei. Der Verein bekam den Spitznamen „The Sharks“ (Thai: ฉลามชล; deutsch: „Die Haie“). Gleich im ersten Jahr wurde Chonburi Vizemeister der Pro League und konnte ein Jahr später mit Platz drei den Erfolg bestätigen. 2005 gewann man die Thailand Provincial League und stieg in die Thailand Premier League zusammen mit dem Zweitplatzierten FC Suphanburi auf. Im ersten Jahr schaffte man es die Klasse zu halten und beendete die Saison als 8. von 12 Mannschaften.
2006 erhielt man eine Einladung zum Singapore Cup und erreichte das Finale. Auf dem Weg dahin besiegte man die lokalen Mannschaften Albirex Niigata, Balestier Khalsa und Home United. Im Finale musste man sich, trotz einer 2:0-Führung, mit 2:3 nach Verlängerung den Tampines Rovers geschlagen geben. Auch für 2007 erhielt man eine Einladung zum Singapore Cup, scheiterte jedoch gleich in der ersten Runde an Balestier Khalsa.

### Meisterschaft und Champions League
Im November 2007 konnte man die erste Meisterschaft der Vereinsgeschichte feiern. Mit neun Punkten Vorsprung wurde man Erster vor dem FC Krung Thai Bank. Der FC Chonburi war damit die erste Mannschaft in Thailand, welche Meister wurde und nicht aus Bangkok kam oder einer staatlichen bzw. militärischen Institution angehörte. Einen großen Anteil an diesen Erfolgen hat Trainer Jadet Meelarp. Er übernahm die Mannschaft von Witthaya Laohakul zu Beginn der Saison 2007 und führte die Mannschaft gleich zur Meisterschaft. Jadet Meelarp war zuvor in der Jugendarbeit und im Scouting des Klubs tätig. Er entdeckte unter anderem Nataphorn Phanrit, Nattapong Samana und Kosin Hathairattanakool und formte sie zu Nationalspielern.
Die Meisterschaft 2007 berechtigte den FC Chonburi zur Teilnahme an der AFC Champions League 2008. Es war die erste Teilnahme an einem Kontinentalen Wettbewerb für den Verein. Zur Vorbereitung auf die Champions League wurde der deutsche Fußballtrainer Björn Kliem (damals noch Medizinstudent) verpflichtet, der mit Unterstützung durch seinen Kollegen Moamer Brkic die Profi-Mannschaft konditionell und insbesondere taktisch auf die schweren Aufgaben vorbereitete. Man wurde in eine Gruppe mit Gamba Osaka (Japan), dem späteren Sieger der Champions League, Melbourne Victory (Australien) und den Chunnam Dragons aus Südkorea zugelost. Chonburi galt als krasser Außenseiter in der Gruppe. Aufgrund der taktisch hervorragenden Leistung konnte Chonburi im ersten Spiel gegen Gamba Osaka lange die Führung halten und kassierte erst in der Nachspielzeit den Ausgleichstreffer. Im folgenden Heimspiel gegen Melbourne gelang vor 10.000 Zuschauern im Suphachalasai Stadium gar ein 3:1-Erfolg. Im ersten Aufeinandertreffen mit den Chunnam Dragons unterlag man durch einen Treffer in der Nachspielzeit mit 0:1. Die Rückspiele liefen dann alles andere als glücklich. Zwar holte man noch einen Punkt im Rückspiel gegen die Chunnam Dragons, musste man sich dann aber doch Gamba Osaka und Melbourne Victory geschlagen geben und wurde mit 5 Punkten Letzter.

### Vizemeisterschaft und AFC Cup

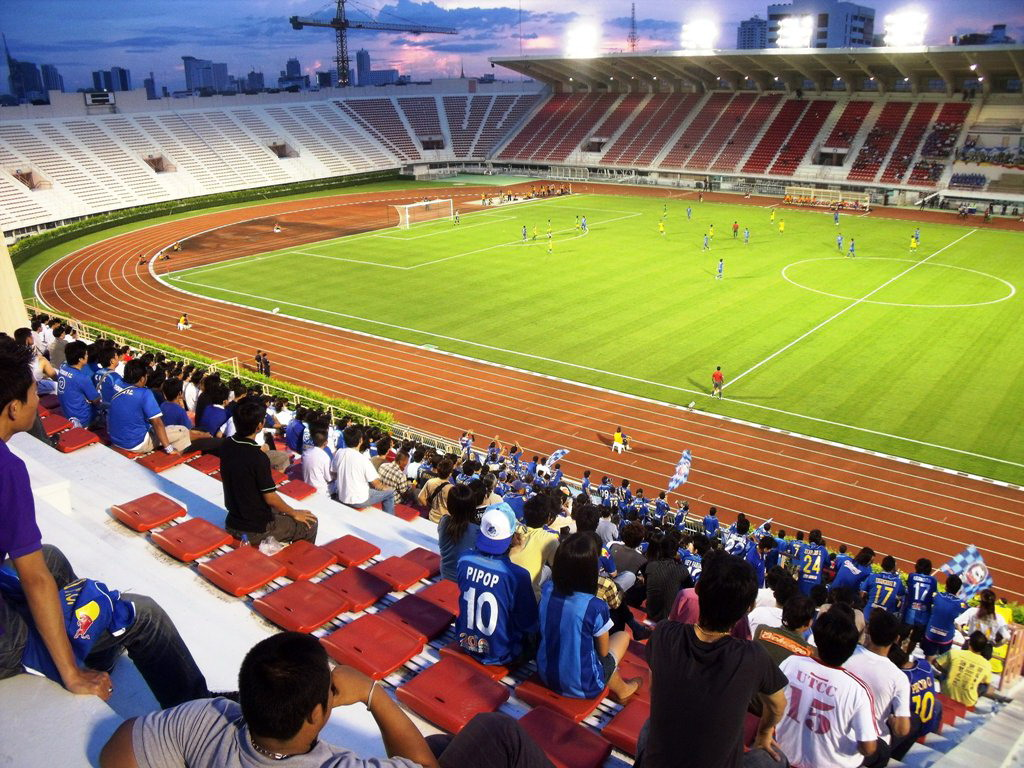
Gruppenspiel gegen Kedah FA, 2009

Im Juli 2008 machte der FC Chonburi einen weiteren, wichtigen großen Schritt in die Zukunft. Der bisherige Nebensponsor, die Hemaraj Land and Development PLC unterzeichnete einen Hauptsponsorenvertrag, welcher ab 2009 in Kraft tritt. Der Vertrag soll über 3 Jahre laufen und beläuft sich auf die Summe von 18 Millionen Baht (etwa 350.000 Euro). Dies dürfte in der Tat der größte bisher abgeschlossene Sponsorenvertrag eines Thailändischen Fußballvereins sein, welcher jemals abgeschlossen wurde.
Zum Ende der Saison 2008 reichte es nur zum Vizemeister. Hauptgrund hierfür war sicher die mangelnde Chancenverwertung. Zwei Spieltage vor Saisonende stand man noch auf dem ersten Tabellenplatz, doch ein 0:0 gegen den FC Samut Songkhram am vorletzten Spieltag machte den Traum der Titelverteidigung zunichte. Jadet Meelarp wurde entlassen. Seinen Nachfolger gab man offiziell Mitte Dezember 2008 bekannt. Kiatisuk Senamuang, genannt Zico, wurde neuer Trainer von Chonburi.
Als Vizemeister 2008 qualifizierte man sich für den AFC Cup 2009 und wurde in eine Gruppe mit Hà Nội ACB (Vietnam), Eastern AA (Hong Kong) und Kedah FA (Malaysia) gelost. Chonburi hat sich dabei klar das Ziel gesetzt, Gruppenerster zu werden und den AFC Cup nach Thailand zu holen. Die Gruppenphase wurde souverän überstanden bei nur einer Niederlage in 6 Spielen. Im Achtelfinale besiegte Chonburi PSMS Medan aus Indonesien mit 4:1, bevor man im Viertelfinale gegen den vietnamesischen Vertreter FC Binh Duong mit 2:4 ausschied. Das Spiel gegen Medan war gleichzeitig das letzte Spiel von Surat Sukha, welcher im Juli 2009 zu Melbourne Victory wechselte. Ende der Saison 2009 blieb dem Verein erneut nur die Vizemeisterschaft. 2008 hatte man am Ende 2 Punkte Rückstand auf den Meister, 2009 waren es 3 Punkte. Kiatisuk Senamuang wechselte per Ende der Saison zu Hoàng Anh Gia Lai, dem Verein in Vietnam, wo er zuletzt als Spieler aktiv war. Sein Nachfolger beim FC Chonburi wurde Jedet Meelarp, welcher ein Jahr zuvor entlassen worden war. Ihm zur Seite wurde sein früherer Chef Witthaya Laohakul als Technischer Direktor des Vereins gestellt. Im Gegensatz zu anderen Top-Vereinen der Liga hatte Chonburi jedoch kaum namhafte Verpflichtungen für die Saison 2010 vorzuweisen. Einzig Therdsak Chaiman kann man wohl in diese Kategorie einordnen. Der 36-Jährige gab zuletzt in der thailändischen Fußballnationalmannschaft sein Comeback und wechselte aus Singapur nach Chonburi. Zwar wurde der Klub erneut Vizemeister, doch berechtigte dies in der Saison 2009 nicht automatisch zur Teilnahme an dem AFC Cup 2010. Stattdessen qualifizierte sich der Pokalsieger Thailands direkt für den Wettbewerb. Bereits im Achtelfinale des thailändischen FA-Pokals schied der FC Chonburi aus.

## Stadion

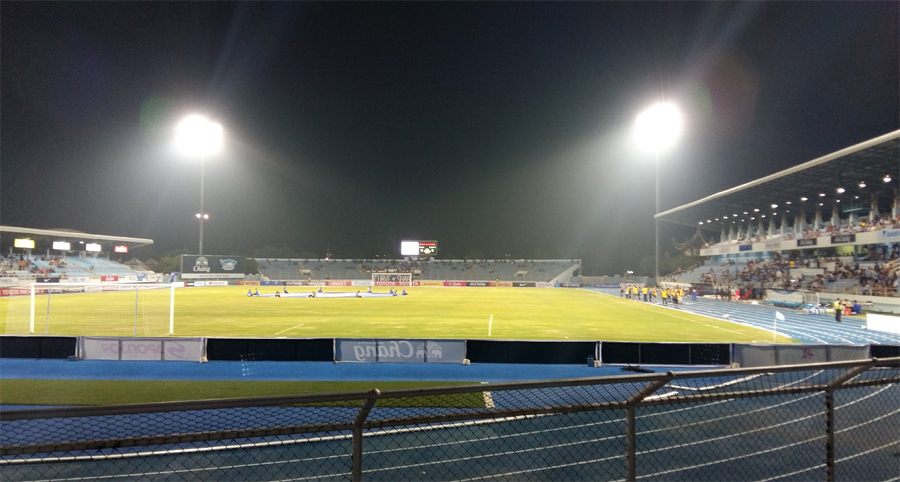
Chonburi Stadion

Der Verein trägt seit 2011 seine Heimspiele im Chonburi Stadion (Thai: ชลบุรีสเตเดียม หรือ สนาม อบจ. ชลบุรี), auch Chonburi Municipality Stadion genannt, in Chonburi in der gleichnamigen Provinz Chonburi aus. Das Mehrzweckstadion hat ein Fassungsvermögen von 8.680 Plätzen. Eigentümer des Stadions ist die Chon Buri Provincial Administration Organization. Lange zeit spielt der Klub im 5.000 Zuschauer fassenden Chonburi Municipality Stadion (Thai: สนามกีฬาเทศบาลเมืองชลบุรี) in Chonburi. Aufgrund von Unstimmigkeiten mit den lokalen Behörden trug der Verein seine Heimspiele ab 2008 im Stadion der Assumption School Si Racha aus. Für die Spiele der AFC Champions League 2008 musste man nach Bangkok in das Suphachalasai-Stadion ausweichen, welches auch für die Spiele im AFC Cup 2009 genutzt wurde. Zur Saison 2010 kehrte der Klub wieder nach Chonburi zurück und spielte kurzfristig im renovierten Chonburi Sports College Stadion.

### Spielstätten
| Saison       | Stadion                                                 | Standort                          | Kapazität | Eigentümer                                       | Koordinaten                       |
| ------------ | ------------------------------------------------------- | --------------------------------- | --------- | ------------------------------------------------ | --------------------------------- |
| 2007 – 2008  | Chonburi Stadium                                        | Samet, Chonburi, Provinz Chonburi | 8680      | Chon Buri Provincial Administration Organization | 13° 20′ 10,9″ N, 100° 57′ 23,1″ O |
| 2009         | Princess Sirindhorn Stadium                             | Si Racha, Provinz Chonburi        | 8000      | Assumption College Sriracha                      | 13° 9′ 48″ N, 100° 56′ 27″ O      |
| 2010         | Institute of Physical Education Chonburi Campus Stadium | Chonburi, Provinz Chonburi        | 11.000    | Institute of Physical Education                  | 13° 24′ 40,7″ N, 100° 59′ 37″ O   |
| 2011 – heute | Chonburi Stadium                                        | Samet, Chonburi, Provinz Chonburi | 8680      | Chon Buri Provincial Administration Organization | 13° 20′ 10,9″ N, 100° 57′ 23,1″ O |

## Fans

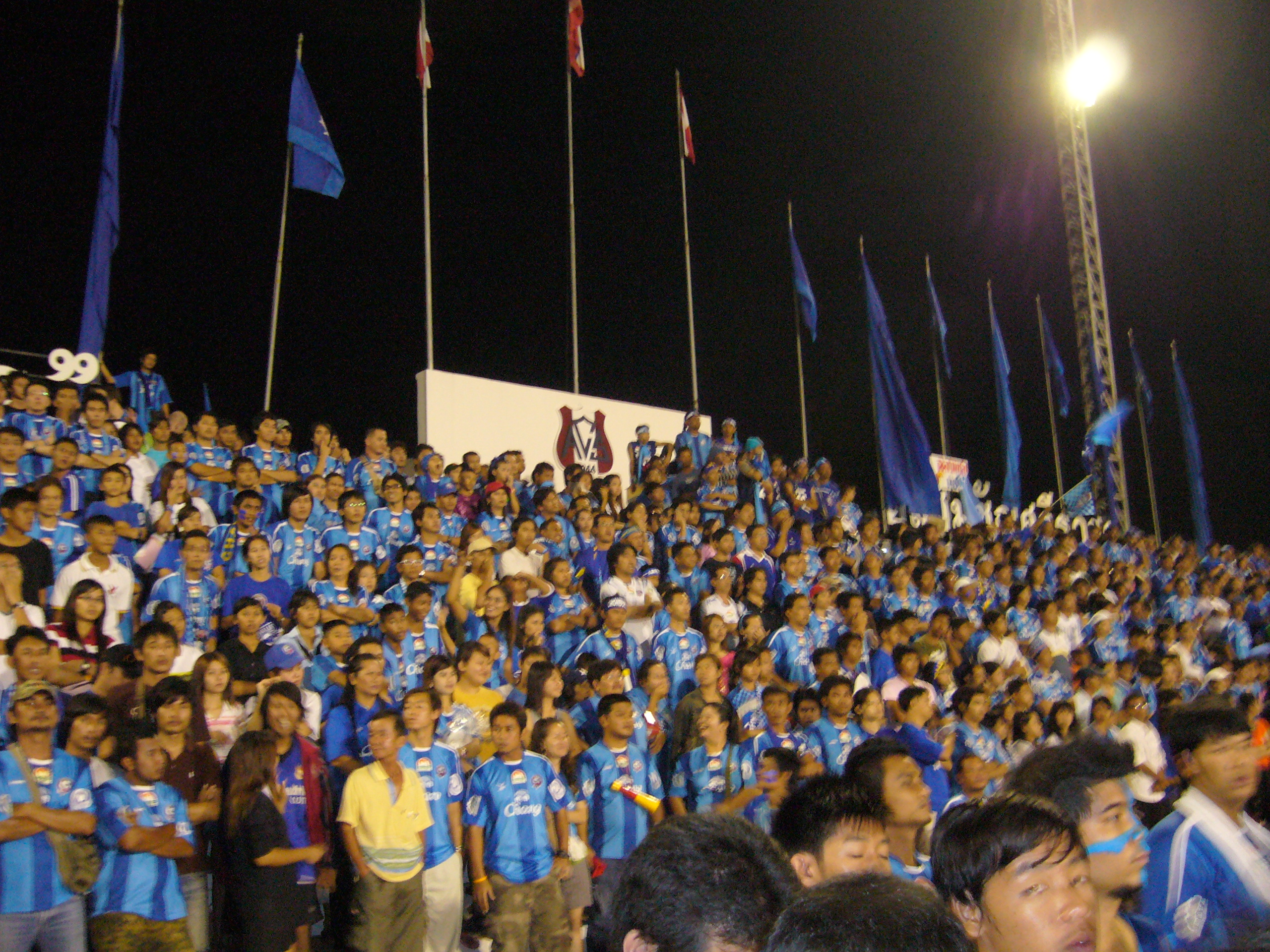
Fans des FC Chonburi, 2008

Die Fans des FC Chonburi gelten im Allgemeinen als sehr verrückt. Gekleidet in Blau, mit Trikot, Fahnen und Schals besuchen sie die Spiele ihres Vereins. Während der Spiele werden zumeist Böller, Raketen und Bengalische Feuer gezündet.
Der Verein erfreut sich immer größerer Beliebtheit nicht nur bei den Thais selbst. In der Region Chonburi leben und arbeiten sehr viele Ausländer, so ist für sie der FC Chonburi eine Art Ersatzverein vor Ort. So gibt es zum Beispiel eine vierköpfige deutsche Fangruppe (4SUPS Chonburi), welche in Thailand lebt. In der Saison des Gewinns der Thailand Provincial League 2004/05 kamen im Schnitt einmal gerade 250 Zuschauer zu den Spielen. Im entscheidenden letzten Saisonspiel gegen den FC Nakhon Ratchasima fanden 15 Chonburi Fans den Weg in den Norden Thailands. Hatte man in den ersten Premier League Saisons noch einen Schnitt von 2.000 bis 3.000 Zuschauern, so strömen jetzt bis zu 5.000 Zuschauer ins Stadion zu den Heimspielen. Bei Auswärtsspielen sind es meist immer noch 200 bis 300 Fans, welche ihre Mannschaft begleiten. Inzwischen, gerade und wegen, der guten Auftritte in der AFC Champions League kommen auch viele Fans aus Bangkok und dem Rest Thailands hinzu. Zum Spiel in der AFC Champions League 2008 gegen Melbourne Victory kamen 10.000 Besucher ins Stadion. Davon alleine 5.000 aus der Region Chonburi, welche sich auf den einstündigen Weg nach Bangkok machten. Für thailändische Verhältnisse eine schier unglaubliche Zahlen. Zum entscheidenden Spiel um die Meisterschaft 2007 kamen ebenfalls 10.000 Zuschauer zum Spiel. Im Allgemeinen haben sich die Zuschauerzahlen im Vergleich zu den Vorjahren erheblich gesteigert. Bei Auswärtsspielen sind es meist immer noch 200 bis 300 Fans, welche ihre Mannschaft begleiten.

## Vereinserfolge

### National
- Thai Premier League/Thai League

Meister: 2007
Vizemeister: 2008, 2009, 2011, 2012, 2014
- Thai League 2

Meister: 2024/25  ▲
- Thailand Provincial League

2005 – Meister  ▲
- FA Cup

Sieger: 2010, 2016
Finalist: 2014, 2020/21
- Kor Royal Cup

Sieger: 2008, 2009, 2011, 2012

### International
- Singapore Cup

Finalist: 2006
- AFC Champions League

Gruppenphase: 2008
- AFC Cup

Viertelfinale: 2009, 2011
Halbfinale: 2012

## Trainer
| Name                                              | Zeit beim Chonburi FC | Zeit beim Chonburi FC |
| Name                                              | von                   | bis                   |
| ------------------------------------------------- | --------------------- | --------------------- |
| Witthaya Laohakul                                 | 1. Juli 2004          | 30. Juni 2007         |
| Jadet Meelarp                                     | 1. Juli 2007          | 30. November 2008     |
| Kiatisak Senamuang                                | 1. Januar 2009        | 30. November 2009     |
| Jadet Meelarp                                     | 1. Januar 2010        | 30. November 2011     |
| Witthaya Laohakul                                 | 19. Februar 2011      | 3. November 2013      |
| Masahiro Wada                                     | 1. Januar 2014        | 10. November 2014     |
| Jadet Meelarp                                     | 1. Januar 2015        | 30. November 2015     |
| Therdsak Chaiman                                  | 1. Januar 2016        | 19. November 2017     |
| Goran Barjaktarević                               | 4. Januar 2018        | 3. April 2018         |
| Jukkapant Punpee                                  | 4. April 2018         | 31. Mai 2019          |
| Sasom Pobprasert                                  | 3. Juni 2019          | 10. April 2023        |
| Adul Lahsoh (Interimstrainer)                     | 10. April 2023        | 12. Mai 2023          |
| Makoto Teguramori                                 | 13. Mai 2023          | 7. Dezember 2023      |
| Nattawut Vichitrawetakan (Interim)                | 7. Dezember 2023      | 8. Februar 2024       |
| Withaya Laohakul                                  | 9. Februar 2024       | 26. Mai 2024          |
| Pipob On-Mo                                       | 27. Mai 2024          | 25. November 2024     |
| Sinthaveechai Hathairattanakool (Interimstrainer) | 26. November 2024     | 28. Dezember 2024     |
| Thawatchai Damrong-Ongtrakul                      | 28. Dezember 2024     | 4. Mai 2025           |
| Teerasak Po-on                                    | 9. Mai 2025           |                       |

## Aktueller Kader
Stand: 1. Februar 2025
| Nr. |           | Position | Name                       |
| --- | --------- | -------- | -------------------------- |
| 3   | Thailand  | AB       | Chatmongkol Rueangthanarot |
| 4   | Thailand  | AB       | Kittipong Sansanit         |
| 5   | Korea Sud | AB       | Kwon Dae-hee               |
| 6   | Thailand  | AB       | Songchai Thongcham         |
| 7   | Brasilien | AB       | Vander Luiz                |
| 9   | Thailand  | ST       | Adisak Kraisorn            |
| 10  | Thailand  | MF       | Channarong Promsrikaew     |
| 11  | Thailand  | ST       | Patipat Kamsat             |
| 14  | Thailand  | ST       | Ronnachai Rangsiyo         |
| 15  | Thailand  | AB       | Jakkrapong Sanmahung       |
| 18  | Thailand  | MF       | Santipap Ratniyorm         |
| 19  | Thailand  | MF       | Kasidit Kalasin            |
| 20  | Thailand  | AB       | Suksan Bunta               |
| 22  | Thailand  | TW       | Chommaphat Boonloet        |
| 26  | Thailand  | MF       | Theerapat Kaewphung        |
| 31  | Thailand  | MF       | Pathomchai Seaisakul       |
| 32  | Thailand  | AB       | Rachata Moraksa            |

| Nr. |                | Position | Name                            |
| --- | -------------- | -------- | ------------------------------- |
| 33  | Brasilien      | ST       | Derley                          |
| 36  | Thailand       | AB       | Thanaset Sujarit                |
| 40  | Thailand       | MF       | Chaowat Veerachat               |
| 46  | Thailand       | TW       | Noppakun Kadtoon                |
| 51  | Thailand       | AB       | Netipong Sanmahung              |
| 77  | Thailand       | ST       | Apiwat Chuprai                  |
| 80  | Thailand       | MF       | Chayathorn Tapsuvanavon         |
| 81  | Elfenbeinküste | MF       | Amadou Ouattara                 |
| 86  | Thailand       | AB       | Parinya Nusong                  |
| 87  | Thailand       | TW       | Thanawat Panthong               |
| 90  | Thailand       | TW       | Tissanu Khuptanawin             |
| 91  | Thailand       | AB       | Phongsakon Trisat               |
| 92  | Thailand       | ST       | Tontawan Puntamunee             |
| 93  | Thailand       | MF       | Siraphop Wandee                 |
| 97  | Thailand       | ST       | Roengchai Kesada                |
| 98  | Thailand       | MF       | Naphat Chumpanya                |
| 99  | Thailand       | TW       | Sinthaveechai Hathairattanakool |

## Ehemalige Spieler
| - Sinthaveechai Hathairattanakool - Noppanon Kachaplayuk - Alongkorn Prathumwong - Nattaporn Phanrit - Saharat Sontisawat - Wattanasap Jarernsri - Phanuphong Phonsa - Settawut Wongsai - Napat Thamrongsupakorn - Natthaphong Samana - Niweat Siriwong - Tana Chanabut - Surat Sukha - Rodrigo Vergilio - Ciro - Patrick Cruz - Piyaphon Phanichakul - Jeera Jarernsuk - Tatchanon Nakarawong - Jetsadakorn Hemdaeng - Wanit Chaisan - Rachanon Kanyathong - Hamed Koné | - Korrakot Wiriyaudomsiri - Suttinun Phuk-hom - Cholratit Jantakam - Therdsak Chaiman - Adul Lahso - Baworn Tapla - Chakrit Buathong - Wanit Chaisan - Nurul Sriyankem - Warut Supphaso - Phuritad Jarikanon - Narong Jansawek - Worrawoot Srimaka - Bireme Diouf - Lukian - Akarawin Sawasdee - Patipan Un-Op - Kriangkrai Pimrat - Nattapon Malapun - Tanachai Noorach - Nantachot Pona - Sarawut Janthapan - Geoffrey Doumeng | - Juan Quero - Pokklaw Anan - Prakit Deeprom - Anucha Kitphongsri - Narong Jansawek - Juliano Mineiro - Thiago Cunha - Andre Araújo - Leandro Assumpção - Matheus Alves - Kanu - Renan Marques - André Luís Leite - Park Hyun-beom - Athibordee Atirat - Attapong Nooprom - Surawich Logarwit - Phanuwat Jinta - Ludovick Takam - Pongpanot Naknayom - Darko Rakočević - Sukree Etae - Ivan Bošković | - Ney Fabiano de Oliveira - Kafoumba Coulibaly - Yuki Bamba - Kazuto Kushida - Ryōtarō Nakano - Hayato Hashimoto - Kim Gyeong-min - Prince Amponsah - Fodé Diakité - Zulfahmi Arifin - Jaime Celestino Dias Bragança - Bajram Nebihi - Mohamed Koné - Putthinan Wannasri - Suree Sukha - Nitipong Selanon - Naruphol Ar-romsawa - Suppasek Kaikaew - Marclei Santos - Badra Ali Sangaré - Cholratit Jantakam |

## Beste Torschützen seit 2006
| Saison  | Name                    | Tore |
| ------- | ----------------------- | ---- |
| 2006    | Pipob On-Mo             | 7    |
| 2007    | Pipob On-Mo             | 16   |
| 2008    | Pipob On-Mo             | 5    |
| 2009    | Mohamed Koné            | 14   |
| 2010    | Pipob On-Mo             | 10   |
| 2011    | Pipob On-Mo             | 15   |
| 2012    | Pipob On-Mo             | 14   |
| 2013    | Thiago Cunha            | 13   |
| 2014    | Thiago Cunha            | 20   |
| 2015    | Thiago Cunha            | 19   |
| 2016    | Rodrigo Vergilio        | 12   |
| 2017    | Renan Marques           | 27   |
| 2018    | Worachit Kanitsribampen | 12   |
| 2019    | Lukian                  | 11   |
| 2020/21 | Caion                   | 6    |
| 2021/22 | Yoo Byung-soo           | 12   |
| 2022/23 | Danilo Alves            | 14   |
| 2023/24 | Willian Lira            | 15   |
| 2024/25 | Derley                  | 14   |
| 2025/26 |                         |      |

## Saisonplatzierung
| Saison  | Liga                | Liga  | Liga   | Liga | Liga | Liga | Liga  | Liga   | Liga     | Pokal         | Pokal         | Pokal         |
| Saison  | Liga                | Level | Spiele | S    | U    | N    | Tore  | Punkte | Position | FA Cup        | League Cup    | Kor Royal Cup |
| ------- | ------------------- | ----- | ------ | ---- | ---- | ---- | ----- | ------ | -------- | ------------- | ------------- | ------------- |
| 2006    | Thai Premier League | 1     | 22     | 5    | 12   | 5    | 29:28 | 27     | 8.       |               |               |               |
| 2007    | Thai Premier League | 1     | 30     | 19   | 6    | 5    | 50:25 | 63     | 1.       |               |               |               |
| 2008    | Thai Premier League | 1     | 30     | 15   | 14   | 1    | 34:14 | 59     | 2.       |               |               | Sieger        |
| 2009    | Thai Premier League | 1     | 30     | 18   | 8    | 4    | 50:30 | 62     | 2.       | Achtelfinale  |               | Sieger        |
| 2010    | Thai Premier League | 1     | 30     | 17   | 9    | 4    | 57:28 | 60     | 3.       | Sieger        | 2. Runde      |               |
| 2011    | Thai Premier League | 1     | 34     | 20   | 9    | 5    | 58:29 | 69     | 2.       | Achtelfinale  | Halbfinale    | Sieger        |
| 2012    | Thai Premier League | 1     | 34     | 21   | 7    | 6    | 65:33 | 70     | 2.       | 3. Runde      | Viertelfinale | Sieger        |
| 2013    | Thai Premier League | 1     | 32     | 18   | 8    | 6    | 61:35 | 62     | 3.       | 3. Runde      | Viertelfinale |               |
| 2014    | Thai Premier League | 1     | 38     | 21   | 13   | 4    | 62:33 | 76     | 2.       | 2. Platz      | Achtelfinale  |               |
| 2015    | Thai Premier League | 1     | 34     | 15   | 12   | 7    | 62:44 | 57     | 4.       | Viertelfinale | Achtelfinale  |               |
| 2016    | Thai Premier League | 1     | 31     | 14   | 9    | 8    | 52:33 | 51     | 5.       | Sieger        | Achtelfinale  |               |
| 2017    | Thai League         | 1     | 34     | 15   | 8    | 11   | 59:59 | 53     | 7.       | 1. Runde      | Achtelfinale  |               |
| 2018    | Thai League         | 1     | 34     | 13   | 7    | 14   | 45:53 | 46     | 9.       | Viertelfinale | Viertelfinale |               |
| 2019    | Thai League         | 1     | 30     | 11   | 7    | 12   | 43:45 | 40     | 7.       | 1. Runde      | 1. Runde      |               |
| 2020/21 | Thai League         | 1     | 30     | 9    | 5    | 16   | 30:47 | 32     | 12.      | 2. Platz      | [ A 1 ]       |               |
| 2021/22 | Thai League         | 1     | 30     | 12   | 8    | 10   | 50:40 | 44     | 7.       | 2. Runde      | Halbfinale    |               |
| 2022/23 | Thai League         | 1     | 30     | 13   | 4    | 13   | 46:38 | 43     | 6.       | 2. Runde      | 1. Runde      |               |
| 2023/24 | Thai League         | 1     | 30     | 7    | 9    | 14   | 33:52 | 30     | 14 ▼     | Viertelfinale | Achtelfinale  |               |
| 2024/25 | Thai League 2       | 2     | 32     | 19   | 6    | 7    | 56:30 | 63     | 1. ▲     | 2. Runde      | 1. Runde      |               |
| 2025/26 | Thai League         | 1     |        |      |      |      |       |        |          |               |               |               |

1. ↑  Aufgrund der COVID-19-Pandemie in Thailand wurde der Wettbewerb nach der ersten Qualifikationsrunde abgebrochen.

## Statistik in den AFC-Wettbewerben
| Saison | Wettbewerb           | Runde                  | Gegner               | Heim      | Auswärts  | Platz                          |
| ------ | -------------------- | ---------------------- | -------------------- | --------- | --------- | ------------------------------ |
| 2008   | AFC Champions League | Gruppe G               | Gamba Osaka          | 0:2       | 1:1       | 4. Platz                       |
| 2008   | AFC Champions League | Gruppe G               | Melbourne Victory FC | 3:1       | 1:3       | 4. Platz                       |
| 2008   | AFC Champions League | Gruppe G               | Chunnam Dragons      | 2:2       | 0:1       | 4. Platz                       |
| 2009   | AFC Cup              | Gruppe G               | Eastern Sports Club  | 4:1       | 1:2       | 1. Platz                       |
| 2009   | AFC Cup              | Gruppe G               | Kedah FA             | 3:1       | 1:0       | 1. Platz                       |
| 2009   | AFC Cup              | Gruppe G               | Hanoi ACB            | 6:0       | 2:0       | 1. Platz                       |
| 2009   | AFC Cup              | Achtelfinale           | PSMS Medan           | 4:0       |           |                                |
| 2009   | AFC Cup              | Viertelfinale          | FC Binh Duong        | 2:2       | 0:2       | 2:4 (Gesamt)                   |
| 2011   | AFC Cup              | Gruppe H               | East Bengal FC       | 4:0       | 4:4       | 1. Platz                       |
| 2011   | AFC Cup              | Gruppe H               | South China AA       | 3:0       | 3:0       | 1. Platz                       |
| 2011   | AFC Cup              | Gruppe H               | Persipura Jayapura   | 4:1       | 0:3       | 1. Platz                       |
| 2011   | AFC Cup              | Achtelfinale           | Sriwijaya FC         | 3:0       |           |                                |
| 2011   | AFC Cup              | Viertelfinale          | Nasaf Qarshi         | 0–1       | 1–0 n. V. | 1:1 n. V. (3:4 i. E.) (Gesamt) |
| 2012   | AFC Champions League | Qualifikationsrunde    | Pohang Steelers      | 0:2       |           |                                |
| 2012   | AFC Cup              | Gruppe G               | Yangon United        | 1:0       | 1:1       | 1. Platz                       |
| 2012   | AFC Cup              | Gruppe G               | Home United FC       | 1:0       | 2:1       | 1. Platz                       |
| 2012   | AFC Cup              | Gruppe G               | Citizen AA           | 2:0       | 3:3       | 1. Platz                       |
| 2012   | AFC Cup              | Achtelfinale           | al-Zawraa SC         | 1:0       |           |                                |
| 2012   | AFC Cup              | Viertelfinale          | al Shorta            | 1:2       | 4:2 n. V. | 5:4 (Gesamt)                   |
| 2012   | AFC Cup              | Halbfinale             | Erbil SC             | 1:4       | 1:4       | 2:8 (Gesamt)                   |
| 2014   | AFC Champions League | 2. Qualifikationsrunde | South China AA       | 3:0       |           |                                |
| 2014   | AFC Champions League | 3. Qualifikationsrunde | Beijing Guoan        | 0:4       |           |                                |
| 2015   | AFC Champions League | 2. Qualifikationsrunde | Kitchee SC           | 4:1       |           |                                |
| 2015   | AFC Champions League | Play-off-Spiele        | Kashiwa Reysol       | 2:3 n. V. |           |                                |
| 2016   | AFC Champions League | 2. Qualifikationsrunde | Yangon United        | 3:2 n. V. |           |                                |
| 2016   | AFC Champions League | Play-off-Spiele        | FC Tokyo             | 0:9       |           |                                |

## Sponsoren
| Jahr    | Ausrüster | Trikotsponsor | Andere Trikotsponsoren |
| ------- | --------- | ------------- | ---------------------- |
| 2011    | FBT       | Chang         |                        |
| 2012    | Nike      | Chang         |                        |
| 2013    | Nike      | Chang         |                        |
| 2014    | Nike      | Chang         |                        |
| 2015    | Nike      | Chang         |                        |
| 2016    | Nike      | Chang         |                        |
| 2017    | Nike      | Chang         |                        |
| 2018    | Nike      | Chang         |                        |
| 2019    | Nike      | Chang         | Euro Cake              |
| 2020/21 | Nike      | Chang         | Euro Cake              |
| 2021/22 |           |               |                        |

## Andere Sportliche Abteilungen
Neben der Fußball-Herrenmannschaft hat der Verein auch eine Frauenfußballmannschaft und eine Futsalmannschaft. Letztere spielt in der Thailand Futsal League unter dem Namen Chonburi Blue Wave und konnte im ersten Ligajahr den Meistertitel erringen. 2009 konnte der Erfolg wiederholt werden.
Die Frauenfußballmannschaft des Vereins nahm 2008 an der im selben Jahr gegründeten Thailand Premier League für Frauen teil. Am Ende konnten die Damen Platz drei belegen.

## Zuschauerzahlen seit 2011
| Saison  | Liga                | Level | Gesamt- zuschauerzahl | Höchste Zuschauerzahl | Niedrigste Zuschauerzahl | Durchschnittliche Zuschauerzahl |
| ------- | ------------------- | ----- | --------------------- | --------------------- | ------------------------ | ------------------------------- |
| 2011    | Thai Premier League | 1     | 92.317                | 8.500                 | 183                      | 5.430                           |
| 2012    | Thai Premier League | 1     | 101.036               | 8.565                 | 3.975                    | 5.943                           |
| 2013    | Thai Premier League | 1     | 97.318                | 8.656                 | 3.953                    | 6.082                           |
| 2014    | Thai Premier League | 1     | 114.595               | 8.400                 | 3.640                    | 6.031                           |
| 2015    | Thai Premier League | 1     | 101.585               | 8.463                 | 3.489                    | 5.975                           |
| 2016    | Thai Premier League | 1     | 75.319                | 8.463                 | 3.155                    | 5.021                           |
| 2017    | Thai League         | 1     | 59.972                | 8.469                 | 2.130                    | 3.527                           |
| 2018    | Thai League         | 1     | 73.193                | 7.801                 | 2.871                    | 4.305                           |
| 2019    | Thai League         | 1     | 71.345                | 8.450                 | 1.845                    | 4.756                           |
| 2020/21 | Thai League         | 1     | 31.121                | 5.245                 | 0                        | 3.112                           |
| 2021/22 | Thai League         | 1     | 38.382                | 4.200                 | 0                        | 2.952                           |
| 2022/23 | Thai League         | 1     | 69.795                | 7.799                 | 3.484                    | 4.653                           |
| 2023/24 | Thai League         | 1     | 71.322                | 8.463                 | 3.274                    | 4.755                           |
| 2024/25 | Thai League 2       | 2     | 81.083                | 7.165                 | 3.452                    | 4.770                           |
| 2025/26 | Thai League         | 1     |                       |                       |                          |                                 |

## Chonburi FC B
| Chonburi FC B | Chonburi FC B        |
| ------------- | -------------------- |
| Ort           | Chonburi             |
| Stadion       | Chonburi Stadium     |
| Kapazität     | 8680                 |
| Trainer       |                      |
| Liga          | Thai League 4 (East) |
| Saison        | T4 2018              |
| Platzierung   | 8. Platz             |

### Saisonplatzierung
| Saison | Liga                 | Liga   | Liga | Liga | Liga | Liga  | Liga   | Liga     | Liga |
| Saison | Liga                 | Spiele | S    | U    | N    | Tore  | Punkte | Position |      |
| ------ | -------------------- | ------ | ---- | ---- | ---- | ----- | ------ | -------- | ---- |
| 2017   | Thai League 4 - East | 27     | 11   | 9    | 7    | 46:34 | 42     | 5.       |      |
| 2018   | Thai League 4 - East | 27     | 6    | 11   | 10   | 33:36 | 29     | 8.       |      |

### Beste Torschützen
| Saison | Name                   | Tore |
| ------ | ---------------------- | ---- |
| 2017   | Pipob On-Mo            | 7    |
| 2018   | Napat Thamrongsupakorn | 3    |

## Chonburi FC U23
| Chonburi FC U23 | Chonburi FC U23                 |
| --------------- | ------------------------------- |
| Ort             | Chonburi                        |
| Stadion         | Chonburi Stadium                |
| Kapazität       | 8680                            |
| Trainer         | Sinthaveechai Hathairattanakool |
| Liga            | Thai U23 League                 |
| Saison          | 2024                            |
| Platzierung     | 4. Platz                        |

### Stadion
Seine Heimspiele trägt die U23-Mannschaft im Chonburi Stadium (thailändisch ชลบุรีสเตเดียม หรือ สนาม อบจ. ชลบุรี) in Chonburi aus. Das Stadion hat ein Fassungsvermögen von 8680 Personen.

### Saisonplatzierung
| Saison | Liga            | Spiele | S | U | N | Tore  | Punkte | Position | Bester Torschütze | Tore |
| ------ | --------------- | ------ | - | - | - | ----- | ------ | -------- | ----------------- | ---- |
| 2024   | Thai U23 League | 14     | 5 | 6 | 3 | 20:16 | 21     | 4.       | Siraphop Wandee   | 6    |

### Kader 2024
Stand: Dezember 2024
| Nr. |          | Position | Name                       |
| --- | -------- | -------- | -------------------------- |
| 3   | Thailand | AB       | Chatmongkol Rueangthanarot |
| 6   | Thailand | AB       | Songchai Thongcham         |
| 10  | Thailand | MF       | Channarong Promsrikaew     |
| 15  | Thailand | AB       | Jakkrapong Sanmahung       |
| 19  | Thailand | MF       | Kasidit Kalasin            |
| 20  | Thailand | MF       | Suksan Bunta               |
| 22  | Thailand | TW       | Chommaphat Boonloet        |
| 52  | Thailand | MF       | Pansakorn On-mo            |
| 72  | Thailand | AB       | Aksaraphak Aditpas         |
| 73  | Thailand | MF       | Apiwich Laorkhai           |
| 74  | Thailand | AB       | Porrameth Ittiprasert      |
| 75  | Thailand | AB       | Sutthiwat Chamnan          |

| Nr. |          | Position | Name                |
| --- | -------- | -------- | ------------------- |
| 76  | Thailand | MF       | Kunkawee Manphian   |
| 78  | Thailand | MF       | Kanapod Singsai     |
| 79  | Thailand | ST       | Sirawit Benchamat   |
| 86  | Thailand | AB       | Parinya Nusong      |
| 87  | Thailand | TW       | Thanawat Panthong   |
| 89  | Thailand | AB       | Jeerapong Chamsakul |
| 90  | Thailand | TW       | Tissanu Khuptanvin  |
| 91  | Thailand | AB       | Phongsakon Trisat   |
| 93  | Thailand | ST       | Siraphop Wandee     |
| 94  | Thailand | MF       | Yotsakorn Natthasit |
| 97  | Thailand | ST       | Roengchai Kesada    |
| 98  | Thailand | MF       | Naphat Chumpanya    |